# Tajfunnik cienkodzioby
Tajfunnik cienkodzioby (Bulweria bulwerii) – gatunek średniej wielkości ptaka rurkonosego z rodziny burzykowatych (Procellariidae). Zamieszkuje Atlantyk od Ameryki Południowej po wybrzeża Afryki i Europy, przez Madagaskar aż do Mikronezji. Lęgi odbywa regularnie na Wyspach Kanaryjskich (np. Lanzarote) i Maderze (Selvagem Grande), zaobserwowano także go kilkakrotnie na Wyspach Brytyjskich. Wcześniej do podgatunku tajfunnika cienkodziobego zaliczano podobnego tajfunnika grubodziobego (Bulweria fallax). Nie jest zagrożony wyginięciem, IUCN klasyfikuje go jako gatunek najmniejszej troski (LC – Least Concern). Wędrowny. Poluje w nocy, a w dzień powraca do swych nor lęgowych.

## Taksonomia
Gatunek ten opisali naukowo sir William Jardine oraz Prideaux John Selby w 1828 na podstawie rysunku sporządzonego przez Jamesa Bulwera przebywającego wówczas na Maderze. Autorzy nadali gatunkowi nazwę Procellaria Bulwerii, zaliczając go do rodzaju Procellaria (uznali go za burzyka). Obecnie jest on przypisywany do rodzaju Bulweria, do którego klasyfikuje się także tajfunnika grubodziobego (B. fallax) oraz tajfunnika małego (B. bifax) – wymarłego ptaka z wyspy Świętej Heleny. Jako podgatunek B. bulwerii uznawano B. fallax, jednak badania genetyczne wykazały, że to dwa odrębne gatunki. Przez IOC uznawany za gatunek monotypowy, tzn. nie wyróżnia się podgatunków. Podobną systematykę uznają autorzy Kompletnej listy ptaków świata, HANZAB, HBW oraz listy ptaków świata opracowywanej we współpracy BirdLife International z autorami HBW.
Szczątki tego ptaka znane są nawet z czwartorzędu Mikronezji oraz wyspy Pitcairn.
Nazwa łacińska (zarówno nazwa rodzajowa, jak i epitet gatunkowy) pochodzi od Jamesa Bulwera (1794–1879) – szkockiego przyrodnika i malarza, mecenasa sztuki, który przebywał na Maderze w latach 1825–1826. Tajfunnik cienkodzioby został zaliczony do rodzaju wykreowanego przez Karola Lucjana Bonaparte – ornitologa, siostrzeńca Napoleona Bonaparte.
W 2021 roku ukazały się wyniki badania nad pokrewieństwem w obrębie rzędu rurkonosych (Procellariiformes). Według przeprowadzonych badań cytochromu b oraz różnic anatomicznych (np. budowa skrzydeł, tryb życia) ujawniono, iż rodzaj Pseudobulweria jest najbliżej spokrewniony z Bulweria.  Według badań z 2004 roku spokrewniony z rodzajem Bulweria jest także Procellaria, jednak w badaniach z 2021 ta teoria nie „sprawdza się”. Wyniki badań zostały zobrazowane na kladzie (poniżej):  
|  | \| \| Ardenna \| \| \| \| \| \| Calonectris \| \| \| \| |
|  |                                                         |
|  | Puffinus                                                |
|  |                                                         |
|  | Ardenna                                                 |
|  |                                                         |
|  | Calonectris                                             |
|  |                                                         |

|  | Ardenna     |
|  |             |
|  | Calonectris |
|  |             |

|  | \| \| Ardenna \| \| \| \| \| \| Calonectris \| \| \| \| |
|  |                                                         |
|  | Puffinus                                                |
|  |                                                         |
|  | Ardenna                                                 |
|  |                                                         |
|  | Calonectris                                             |
|  |                                                         |

|  | Ardenna     |
|  |             |
|  | Calonectris |
|  |             |

|  | Pseudobulweria |
|  |                |
|  | Bulweria       |
|  |                |

|  | \| \| Ardenna \| \| \| \| \| \| Calonectris \| \| \| \| |
|  |                                                         |
|  | Puffinus                                                |
|  |                                                         |
|  | Ardenna                                                 |
|  |                                                         |
|  | Calonectris                                             |
|  |                                                         |

|  | Ardenna     |
|  |             |
|  | Calonectris |
|  |             |

|  | \| \| Ardenna \| \| \| \| \| \| Calonectris \| \| \| \| |
|  |                                                         |
|  | Puffinus                                                |
|  |                                                         |
|  | Ardenna                                                 |
|  |                                                         |
|  | Calonectris                                             |
|  |                                                         |

|  | Ardenna     |
|  |             |
|  | Calonectris |
|  |             |

|  | Pseudobulweria |
|  |                |
|  | Bulweria       |
|  |                |

|  | Pterodroma |
|  |            |
|  | Aphrodroma |
|  |            |

|  | \| \| Pachyptila \| \| \| \| \| \| Halobaena \| \| \| \| |
|  |                                                          |
|  | Pelecanoides                                             |
|  |                                                          |
|  | Pachyptila                                               |
|  |                                                          |
|  | Halobaena                                                |
|  |                                                          |

|  | Pachyptila |
|  |            |
|  | Halobaena  |
|  |            |

|  | Pterodroma |
|  |            |
|  | Aphrodroma |
|  |            |

|  | \| \| Pachyptila \| \| \| \| \| \| Halobaena \| \| \| \| |
|  |                                                          |
|  | Pelecanoides                                             |
|  |                                                          |
|  | Pachyptila                                               |
|  |                                                          |
|  | Halobaena                                                |
|  |                                                          |

|  | Pachyptila |
|  |            |
|  | Halobaena  |
|  |            |

|  | \| \| Ardenna \| \| \| \| \| \| Calonectris \| \| \| \| |
|  |                                                         |
|  | Puffinus                                                |
|  |                                                         |
|  | Ardenna                                                 |
|  |                                                         |
|  | Calonectris                                             |
|  |                                                         |

|  | Ardenna     |
|  |             |
|  | Calonectris |
|  |             |

|  | \| \| Ardenna \| \| \| \| \| \| Calonectris \| \| \| \| |
|  |                                                         |
|  | Puffinus                                                |
|  |                                                         |
|  | Ardenna                                                 |
|  |                                                         |
|  | Calonectris                                             |
|  |                                                         |

|  | Ardenna     |
|  |             |
|  | Calonectris |
|  |             |

|  | Pseudobulweria |
|  |                |
|  | Bulweria       |
|  |                |

|  | \| \| Ardenna \| \| \| \| \| \| Calonectris \| \| \| \| |
|  |                                                         |
|  | Puffinus                                                |
|  |                                                         |
|  | Ardenna                                                 |
|  |                                                         |
|  | Calonectris                                             |
|  |                                                         |

|  | Ardenna     |
|  |             |
|  | Calonectris |
|  |             |

|  | \| \| Ardenna \| \| \| \| \| \| Calonectris \| \| \| \| |
|  |                                                         |
|  | Puffinus                                                |
|  |                                                         |
|  | Ardenna                                                 |
|  |                                                         |
|  | Calonectris                                             |
|  |                                                         |

|  | Ardenna     |
|  |             |
|  | Calonectris |
|  |             |

|  | Pseudobulweria |
|  |                |
|  | Bulweria       |
|  |                |

|  | Pterodroma |
|  |            |
|  | Aphrodroma |
|  |            |

|  | \| \| Pachyptila \| \| \| \| \| \| Halobaena \| \| \| \| |
|  |                                                          |
|  | Pelecanoides                                             |
|  |                                                          |
|  | Pachyptila                                               |
|  |                                                          |
|  | Halobaena                                                |
|  |                                                          |

|  | Pachyptila |
|  |            |
|  | Halobaena  |
|  |            |

|  | Pterodroma |
|  |            |
|  | Aphrodroma |
|  |            |

|  | \| \| Pachyptila \| \| \| \| \| \| Halobaena \| \| \| \| |
|  |                                                          |
|  | Pelecanoides                                             |
|  |                                                          |
|  | Pachyptila                                               |
|  |                                                          |
|  | Halobaena                                                |
|  |                                                          |

|  | Pachyptila |
|  |            |
|  | Halobaena  |
|  |            |

|  | \| \| Fulmarus \| \| \| \| \| \| Macronectes \| \| \| \| |
|  |                                                          |
|  | Daption                                                  |
|  |                                                          |
|  | Fulmarus                                                 |
|  |                                                          |
|  | Macronectes                                              |
|  |                                                          |

|  | Fulmarus    |
|  |             |
|  | Macronectes |
|  |             |

|  | \| \| Fulmarus \| \| \| \| \| \| Macronectes \| \| \| \| |
|  |                                                          |
|  | Daption                                                  |
|  |                                                          |
|  | Fulmarus                                                 |
|  |                                                          |
|  | Macronectes                                              |
|  |                                                          |

|  | Fulmarus    |
|  |             |
|  | Macronectes |
|  |             |

|  | \| \| Fulmarus \| \| \| \| \| \| Macronectes \| \| \| \| |
|  |                                                          |
|  | Daption                                                  |
|  |                                                          |
|  | Fulmarus                                                 |
|  |                                                          |
|  | Macronectes                                              |
|  |                                                          |

|  | Fulmarus    |
|  |             |
|  | Macronectes |
|  |             |

|  | \| \| Fulmarus \| \| \| \| \| \| Macronectes \| \| \| \| |
|  |                                                          |
|  | Daption                                                  |
|  |                                                          |
|  | Fulmarus                                                 |
|  |                                                          |
|  | Macronectes                                              |
|  |                                                          |

|  | Fulmarus    |
|  |             |
|  | Macronectes |
|  |             |

|  | \| \| Ardenna \| \| \| \| \| \| Calonectris \| \| \| \| |
|  |                                                         |
|  | Puffinus                                                |
|  |                                                         |
|  | Ardenna                                                 |
|  |                                                         |
|  | Calonectris                                             |
|  |                                                         |

|  | Ardenna     |
|  |             |
|  | Calonectris |
|  |             |

|  | \| \| Ardenna \| \| \| \| \| \| Calonectris \| \| \| \| |
|  |                                                         |
|  | Puffinus                                                |
|  |                                                         |
|  | Ardenna                                                 |
|  |                                                         |
|  | Calonectris                                             |
|  |                                                         |

|  | Ardenna     |
|  |             |
|  | Calonectris |
|  |             |

|  | Pseudobulweria |
|  |                |
|  | Bulweria       |
|  |                |

|  | \| \| Ardenna \| \| \| \| \| \| Calonectris \| \| \| \| |
|  |                                                         |
|  | Puffinus                                                |
|  |                                                         |
|  | Ardenna                                                 |
|  |                                                         |
|  | Calonectris                                             |
|  |                                                         |

|  | Ardenna     |
|  |             |
|  | Calonectris |
|  |             |

|  | \| \| Ardenna \| \| \| \| \| \| Calonectris \| \| \| \| |
|  |                                                         |
|  | Puffinus                                                |
|  |                                                         |
|  | Ardenna                                                 |
|  |                                                         |
|  | Calonectris                                             |
|  |                                                         |

|  | Ardenna     |
|  |             |
|  | Calonectris |
|  |             |

|  | Pseudobulweria |
|  |                |
|  | Bulweria       |
|  |                |

|  | Pterodroma |
|  |            |
|  | Aphrodroma |
|  |            |

|  | \| \| Pachyptila \| \| \| \| \| \| Halobaena \| \| \| \| |
|  |                                                          |
|  | Pelecanoides                                             |
|  |                                                          |
|  | Pachyptila                                               |
|  |                                                          |
|  | Halobaena                                                |
|  |                                                          |

|  | Pachyptila |
|  |            |
|  | Halobaena  |
|  |            |

|  | Pterodroma |
|  |            |
|  | Aphrodroma |
|  |            |

|  | \| \| Pachyptila \| \| \| \| \| \| Halobaena \| \| \| \| |
|  |                                                          |
|  | Pelecanoides                                             |
|  |                                                          |
|  | Pachyptila                                               |
|  |                                                          |
|  | Halobaena                                                |
|  |                                                          |

|  | Pachyptila |
|  |            |
|  | Halobaena  |
|  |            |

|  | \| \| Ardenna \| \| \| \| \| \| Calonectris \| \| \| \| |
|  |                                                         |
|  | Puffinus                                                |
|  |                                                         |
|  | Ardenna                                                 |
|  |                                                         |
|  | Calonectris                                             |
|  |                                                         |

|  | Ardenna     |
|  |             |
|  | Calonectris |
|  |             |

|  | \| \| Ardenna \| \| \| \| \| \| Calonectris \| \| \| \| |
|  |                                                         |
|  | Puffinus                                                |
|  |                                                         |
|  | Ardenna                                                 |
|  |                                                         |
|  | Calonectris                                             |
|  |                                                         |

|  | Ardenna     |
|  |             |
|  | Calonectris |
|  |             |

|  | Pseudobulweria |
|  |                |
|  | Bulweria       |
|  |                |

|  | \| \| Ardenna \| \| \| \| \| \| Calonectris \| \| \| \| |
|  |                                                         |
|  | Puffinus                                                |
|  |                                                         |
|  | Ardenna                                                 |
|  |                                                         |
|  | Calonectris                                             |
|  |                                                         |

|  | Ardenna     |
|  |             |
|  | Calonectris |
|  |             |

|  | \| \| Ardenna \| \| \| \| \| \| Calonectris \| \| \| \| |
|  |                                                         |
|  | Puffinus                                                |
|  |                                                         |
|  | Ardenna                                                 |
|  |                                                         |
|  | Calonectris                                             |
|  |                                                         |

|  | Ardenna     |
|  |             |
|  | Calonectris |
|  |             |

|  | Pseudobulweria |
|  |                |
|  | Bulweria       |
|  |                |

|  | Pterodroma |
|  |            |
|  | Aphrodroma |
|  |            |

|  | \| \| Pachyptila \| \| \| \| \| \| Halobaena \| \| \| \| |
|  |                                                          |
|  | Pelecanoides                                             |
|  |                                                          |
|  | Pachyptila                                               |
|  |                                                          |
|  | Halobaena                                                |
|  |                                                          |

|  | Pachyptila |
|  |            |
|  | Halobaena  |
|  |            |

|  | Pterodroma |
|  |            |
|  | Aphrodroma |
|  |            |

|  | \| \| Pachyptila \| \| \| \| \| \| Halobaena \| \| \| \| |
|  |                                                          |
|  | Pelecanoides                                             |
|  |                                                          |
|  | Pachyptila                                               |
|  |                                                          |
|  | Halobaena                                                |
|  |                                                          |

|  | Pachyptila |
|  |            |
|  | Halobaena  |
|  |            |

|  | \| \| Fulmarus \| \| \| \| \| \| Macronectes \| \| \| \| |
|  |                                                          |
|  | Daption                                                  |
|  |                                                          |
|  | Fulmarus                                                 |
|  |                                                          |
|  | Macronectes                                              |
|  |                                                          |

|  | Fulmarus    |
|  |             |
|  | Macronectes |
|  |             |

|  | \| \| Fulmarus \| \| \| \| \| \| Macronectes \| \| \| \| |
|  |                                                          |
|  | Daption                                                  |
|  |                                                          |
|  | Fulmarus                                                 |
|  |                                                          |
|  | Macronectes                                              |
|  |                                                          |

|  | Fulmarus    |
|  |             |
|  | Macronectes |
|  |             |

|  | \| \| Fulmarus \| \| \| \| \| \| Macronectes \| \| \| \| |
|  |                                                          |
|  | Daption                                                  |
|  |                                                          |
|  | Fulmarus                                                 |
|  |                                                          |
|  | Macronectes                                              |
|  |                                                          |

|  | Fulmarus    |
|  |             |
|  | Macronectes |
|  |             |

|  | \| \| Fulmarus \| \| \| \| \| \| Macronectes \| \| \| \| |
|  |                                                          |
|  | Daption                                                  |
|  |                                                          |
|  | Fulmarus                                                 |
|  |                                                          |
|  | Macronectes                                              |
|  |                                                          |

|  | Fulmarus    |
|  |             |
|  | Macronectes |
|  |             |

## Występowanie, gniazdowania i migracje

### Zasięg występowania

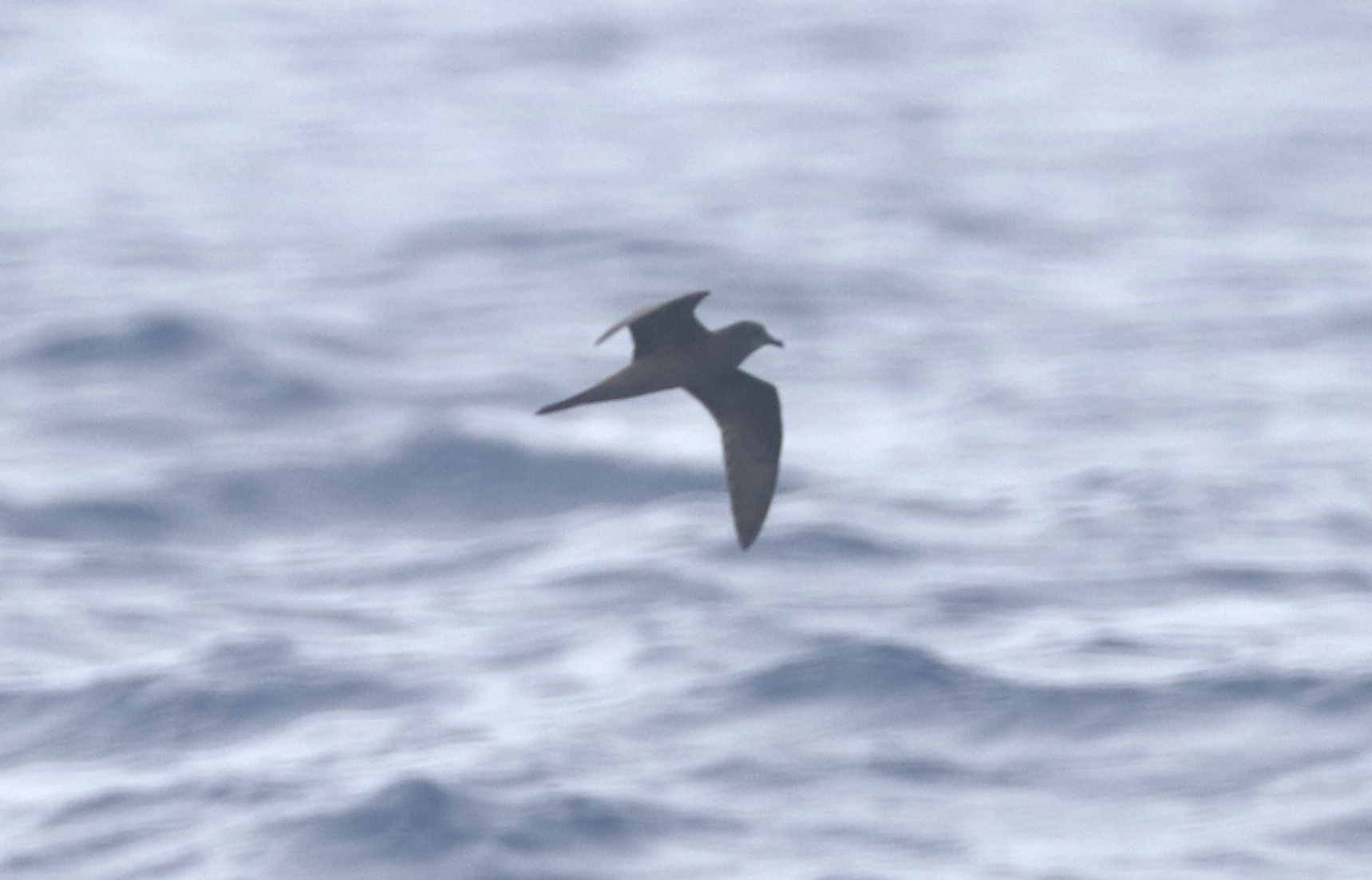
Osobnik blisko Hawajów w locie

Siedliskiem gatunku są otwarte wody oceanów i mórz. Jest gatunkiem pantropikalnym rozszerzającym swój zasięg występowania, stąd jest też opisywany jako kosmopolityczny.
Zasiedla głównie Atlantyk (na północy i wschodzie tego oceanu rozmnaża się na wyspach), Pacyfik i Ocean Indyjski.
Na Atlantyku występuje na wyspach Makaronezji, Morza Karaibskiego, na Wyspach Brytyjskich (Irlandia), w Brazylii, Urugwaju oraz na Morzu Śródziemnym. Na Oceanie Indyjskim wzdłuż Afryki Wschodniej, brzegów Madagaskaru, na Maskarenach i Archipelagu Malajskim. Na Pacyfiku na południu sięga po Nową Zelandię. Według autorów serwisu internetowego New Zealand Birds Online to gatunek występujący naturalnie w tych wodach. Zasiedla poza tym Papuę-Nową Gwineę, Australię (np. stan Wiktoria, Polinezję Francuską (Kiribati, Markizy), na północy po Hawaje i japońskie wyspy Ogasawara.
Poza okresem lęgowym tajfunnik ten lata nisko nad wodą i wędruje bez odpoczynku jak przedstawiciele albatrosów (Diomedeidae), np. osobniki atlantyckie rozmnażające się nad Atlantykiem większość życia spędzają na otwartym oceanie, wędrując często aż do Afryki Południowej.
Ptaków gniazdujących na Atlantyku może być mniej niż 11 000, liczebność par żyjących blisko wód Chin i Japonii szacuje się na od 100 do 10 000 par, natomiast liczebność par występujących blisko archipelagu Hawajów szacowana jest w przedziale 75 000 – 103 000.

### Główne miejsca gniazdowania
- Selvagem Grande (współrzędne kolonii opisywanego ptaka: 30°09'N, 15°52'W) – mała wyspa położona blisko Madery. 79% ptaków całej populacji gniazduje tam co roku, powraca by spotykać się ze swym partnerem[21]. Tajfunniki przybywające na te miejsca są bardzo wierne zarówno swym partnerom, jak i swojemu miejscu gniazdowania[21]. Kolonie zakładane na tej wyspie są odwiedzane co roku, mogą być pielęgnowane przez wiele lat. Gniazdujące pary zwykle zmieniają swe położenie gniazdowania, ponieważ gniazda często się niszczą[21]. Według badań niektóre ptaki już ponownie nie przybywały na tę wyspę, być może ze względów na budowę gniazda na innym terenie[21].
- Ilhas Desertas – kolejne miejsce gniazdowania opisywanego rurkonosego, położone także blisko Madery. Zawleczone tam mrówki z gatunku Linepithema humile poważnie zagrażają tam nie tylko rodzimym bezkręgowcom oraz roślinom, ale jakoby także pisklętom tajfunnika cienkodziobego[22]. Przeprowadzone badania w 2014–2016 ujawniły, że mrówki nie atakują piskląt[22].
- Teneryfa – wyspa położona w archipelagu Wysp Kanaryjskich. W związku z drapieżnictwem kota domowego (Felis catus/domestica?) ptaki gniazdują głównie na klifach skalnych[23]. Mimo to, tam także są skazane na rywalizowanie o miejsca gniazdowania z gołębiem miejskim (Columba livia forma urbana) oraz ataki ze strony szczurów (Rattus spp.)[23]. Mieszka tu ponad ⅓ populacji europejskiej tego morskiego ptaka rurkonosego[24]. Kolejna część europejskiej populacji zamieszkuje inną wyspę kanaryjską (patrz poniżej).
- Lanzarote – wyspa należąca do Wysp Kanaryjskich. Według szacunków z 1990 gniazduje tam nawet 200 par[24].
- Gran Canaria – na miejsca gniazdowania przylatuje tu w kwietniu do swych nor lub szczelin skalnych, jaja są składane w późnym maju i czerwcu[25].
- Fuerteventura – stanowisko dość wątpliwe; zasugerowane przez Hernándeza[26].
- Azory – wulkaniczny archipelag wysp. Swoje miejsce gniazdowania dzieli z burzykiem północnym (Puffinus puffinus), b. żółtodziobym (Calonectris diomedea), petrelem wyspowym (Pterodroma feae), burzykiem małym (Puffinus assimilis) oraz nawałnikiem białorzytnym (Hydrobates castro). Wszystkie powyższe populacje ptaków zostały zdziesiątkowane, ze względu na zawleczenie na miejsce gniazdowania inwazyjnych, groźnych gatunków np. szczurów[27].
- Wyspy Zielonego Przylądka – opisywany gatunek gniazduje tam w norach wykopanych przez siebie[28]. Nieśność tych ptaków jest tu dość mała, być może z powodu niedoboru pokarmu[28].
- Wyspy Świętej Heleny – główne gniazdowanie pokrewnego wymarłego taksonu – B. bifax, obecnie tajfunniki cienkodziobe także chętnie tam gniazdują[29].
- Wyspy Bonin – wyspy położone blisko Japonii. Wcześniej zawleczone tam szczury oraz kozy domowe (Capra hircus) zagrażały gniazdującym ptakom, ale zostały one wytępione[30]. Liczebność tajfunników cienkodziobych, a także petrelów bonińskich (Pterodroma hypoleuca), burzyka sidłatego (Puffinus bryani), b. bonińskiego (Puffinus bannermani), głuptaków białobrzuchych (Sula leucogaster) oraz burzyka klinosternego (Puffinus pacificus) wzrosła[30].
- Hawaje – archipelag wysp należący do USA. Ptaki te gniazdują na wyspach Kaua‘i, O‘ahu i Maui[31].

### Zalatywanie
Ponadto, między 24 stycznia, a 8 marca 2020 r. zaobserwowano ptaka na Morzu Tasmana we wschodniej Australii. Ptaki z tego gatunku są zwykle obserwowane na tym morzu. Przyczyną takiego pojawu mogły być warunki pogodowe oraz wiek ptaka.
Inny przypadek pojawu tego ptaka w miejscu, gdzie nie występuje to obserwacja z 2006 roku. Wówczas pojedynczy osobnik został zaobserwowany blisko stanu Wirginia. Najprawdopodobniej ptak zmienił swój kierunek wędrówki po wystąpieniu groźnego huraganu w 2006, nazwanym później Ernesto.

### Migracje
Wędrówki w XX wieku były dość słabo poznane. Populacje atlantyckie żyją na otwartym oceanie od października do marca. Wyjątkiem są pary z Wysp Zielonego Przylądka, które opuszczają lęgowiska w sierpniu, a powracają w styczniu. Sezon pozalęgowy spędzają głównie nad tropikalnym i subtropikalnym Atlantykiem między 10°N a 39°S oraz między 20°W a 50°W, niektóre samotne osobniki spędzają tutaj cały rok. Poza sezonem lęgowym także spotkane u wód Afryki Południowej. Atlantyckie osobniki rzadko są spotykane u wód Oceanu Indyjskiego. Tajfunniki cienkodziobe z archipelagu Hawajów migrują na wschód we wrześniu, powracając w marcu-kwietniu. Sezon pozalęgowy spędzają wtedy głównie nad centralnym-tropikalnym Pacyfikiem, między 11°N a 18°S. Populacje z wysp Feniks całoroczne. Ptaki z Chin i Japonii opuszczają te tereny we wrześniu, a wracają w kwietniu. Być może ten gatunek wędruje z wód Morza Południowochińskiego, a także Filipin oraz Indonezji. Ptaki z tych terenów obserwowane były między 152° a 169°E w październiku i kierowały się ku Oceanowi Indyjskiemu lub Pacyfikowi (inna teoria mówi, iż ptaki z tych regionów kierują się z Oceanu Indyjskiego oraz Indonezji do Pacyfiku, gdzie odbędą pierzenie). Ptaki na wodach Oceanu Indyjskiego w sezonie pozalęgowym są niewiadomego pochodzenia, choć są i osobniki chętnie gniazdujące na północy tego zbiornika wodnego. Tajfunnik cienkodzioby zalatuje często także do NW Oceanu Indyjskiego.

## Morfologia

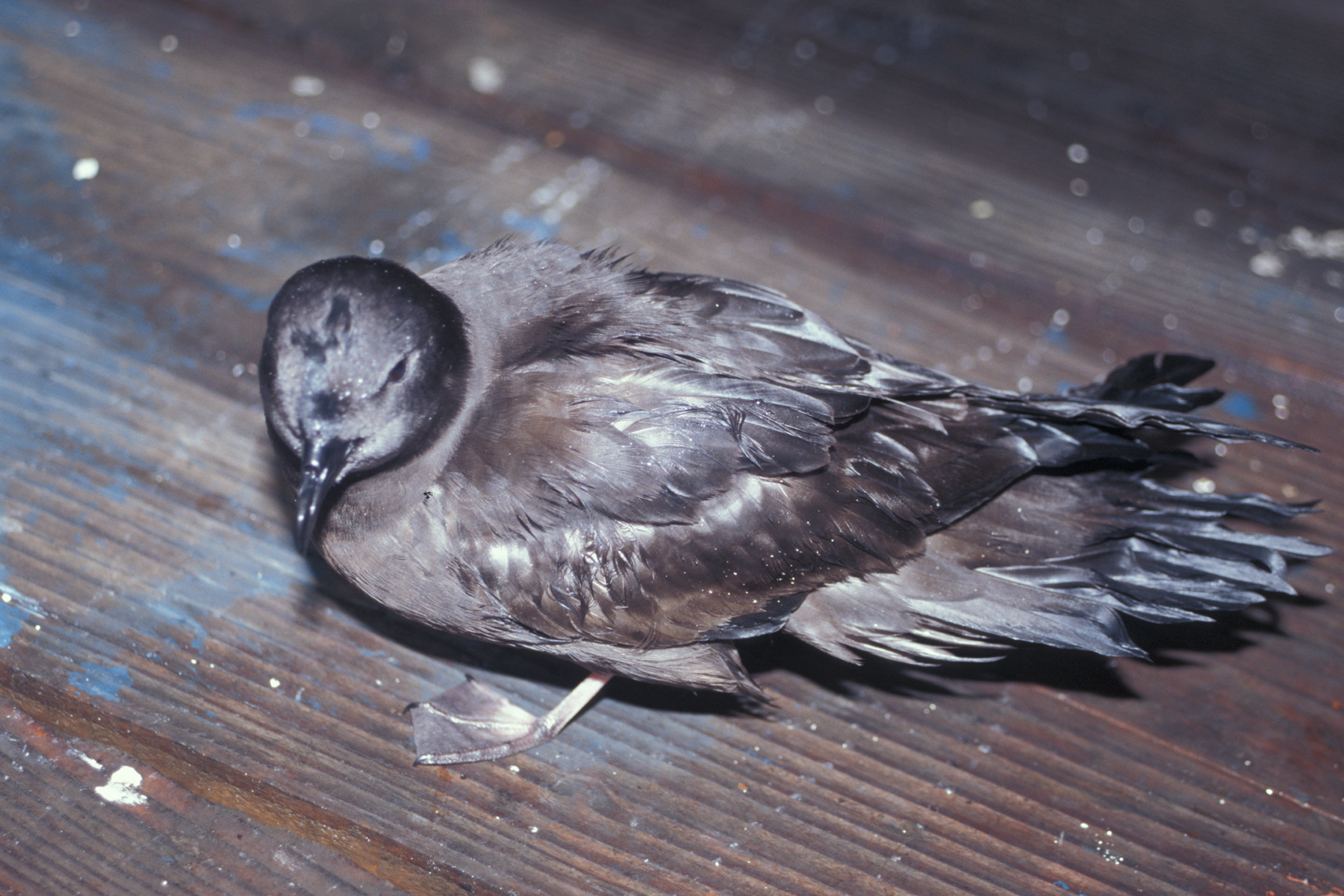
Tajfunnik cienkodzioby u wybrzeży Hawajów (USA)

Ptak średniej wielkości porównywalny do rodzajów Pachyptila i Halobalena (określane w j. angielskim jako Prion lub Whalebirds), przeważnie osiąga od 25 do 29 cm długości ciała. Rozpiętość skrzydeł waha się od 67 do 73 cm. Masa ciała to ok. 100 g, zwykle mniej. Posiada dość małą zaokrągloną głowę z dość cienkim dziobem. Na morzu lata powoli, „z gracją”, w przeciwieństwie do innych burzykowatych. Sam jest dość smukły. Ma wąskie długie skrzydła i długi ciasno złożony, wcięty ogon, który jednak rzadko rozkłada. Ubarwienie jednolicie brunatne, jedyne żółtawo-płowe rozjaśnienia na pokrywach skrzydłowych (które są cechą szczególną tego gatunku, nie są one raczej spotykane u innych ptaków morskich), dobrze widziane przy jasnym świetle. Spód ciała szary. Podczas pływania tajfunnik wydaje się bardzo długi, jest to jednak spowodowane trzymaniem skrzydeł blisko ogona. Podczas pływania wydaje się jednolicie ciemnobrązowy. Brak dymorfizmu płciowego, samiec i samica są do siebie bardzo podobne. Opisywana różnica w książce Larsa Svenssona, jakoby samiec ma grubszy dziób od samicy, może dotyczyć tajfunnika grubodziobego (B. fallax). Sam tajfunnik grubodzioby jest nieco większy, osiąga 31 cm długości i rozpiętość skrzydeł 79 cm.
W norach wydaje swoje dźwięki. Są one chrapliwe, głuche tj. „hruuu hruu hruuu”. Przypomina to nieco szczeknięcia psa w oddali lub jadący w oddali parowóz. Ponadto, tajfunniki cienkodziobe wydają donośne „koq-koq”, powtarzające się od 13 do 14 razy. Na morzu pozostaje cichy. W przeciwieństwie do innych ptaków, rurkonose mają „zakodowany w genach” swój głos, podczas gdy np. wróblowe uczą się śpiewu od innych przedstawicieli własnego gatunku (np. w przypadku zeberki zwyczajnej, podloty uczą się śpiewu od swego ojca, po opuszczeniu gniazda lekko modyfikują swoją piosenkę).
Można go rozróżnić od burzyka szarego (Ardenna grisea) po ciemniejszej barwie i grubszym dziobie. Opisywany gatunek podobny jest też do rybołówki brunatnej (Anous stolidus) pod względem swego ubarwienia, jednak rybołówkę można rozróżnić po dłuższym, prostym dziobie

## Ekologia

### Pierzenie
Pierzenie tego ptaka jest dość słabo poznane. Autorzy HANZAB sugerują, iż populacje z północnego Atlantyku pierzą się między październikiem a kwietniem, gdyż wtedy nie przylatują na swe lęgowiska. Niewiele informacji o pierzeniu pochodzi z Pacyfiku oraz z Oceanu Indyjskiego. Na Wyspach Towarzystwa w 1956 roku pozyskano pióra dorosłego osobnika mającego szatę znoszoną. Ptaki pochodzące z Reunionu pierzą się najprawdopodobniej między grudniem a marcem, jednak nie jest potwierdzone, czy to osobniki dorosłe, czy młode.

### Pożywienie
W 2011 opublikowano wyniki badania diety tego ptaka. Badanie polegało na płukaniu żołądków u 85 ptaków. W 1998 roku w diecie ptaków dominowały głowonogi np. kałamarnice oraz ryby (głowonogi stanowiły 51%, a ryby 49%), natomiast w 1999 roku dominowały głównie ryby promieniopłetwe. W żołądkach tajfunników cienkodziobych znaleziono chitynowe dzioby kałamarnic oraz rybie otolity. W diecie dominowała kałamarnica Pyroteuthis margaritifera z rodziny Pyroteuthidae oraz ryba z rodziny świetlikowatych (Myctophidae) Electrona risso – stwierdzono ok. 20 spożywanych taksonów. Średnia długość ofiar wahała się w przedziale od 7 cm do 11 cm. Obie ofiary wykazują zjawisko bioluminescencji, potwierdza to teorię jakoby opisywany rurkonosy odżywiał się małą zdobyczą głębinową, która w nocy przybywa na płytsze wody, by żerować przy powierzchni. Inne badania przeprowadzone blisko wyspy Selvagem Grande ujawniły, że w okresie lęgowym ptaki te mogą się zanurzyć do 2,4 m ± 1,0 m pod wodę w poszukiwaniu pokarmu. W przeciwieństwie do np. rodzajów Pellecanoides oraz Puffinus te średniej wielkości ptaki morskie nurkują bardzo płytko, lecz regularnie, a te drugie mogą się zanurzyć nawet na kilkadziesiąt metrów.
Zbadano zależność diety tajfunnika cienkodziobego od fazy księżyca; w tym celu przebadano zawartość żołądków piskląt z wykorzystaniem badań molekularnych w celu dokładniejszego ustalenia gatunków ofiar wchodzących w skład diety. Okazuje się, że faza księżyca nie wpływa na dietę tego ptaka, a on odżywia się wieloma taksonami mezopelagicznymi. Jednocześnie udokumentowano, że są bardzo wyspecjalizowanymi drapieżnikami, polującymi niezależnie od światła w nocy.
Tajfunnik cienkodzioby poluje pojedynczo, nie grupowo, choć czasem, gdy rybacy wyrzucają rybie odpady jako zanętę, ptaki mogą zbijać się w małe, luźne grupki.

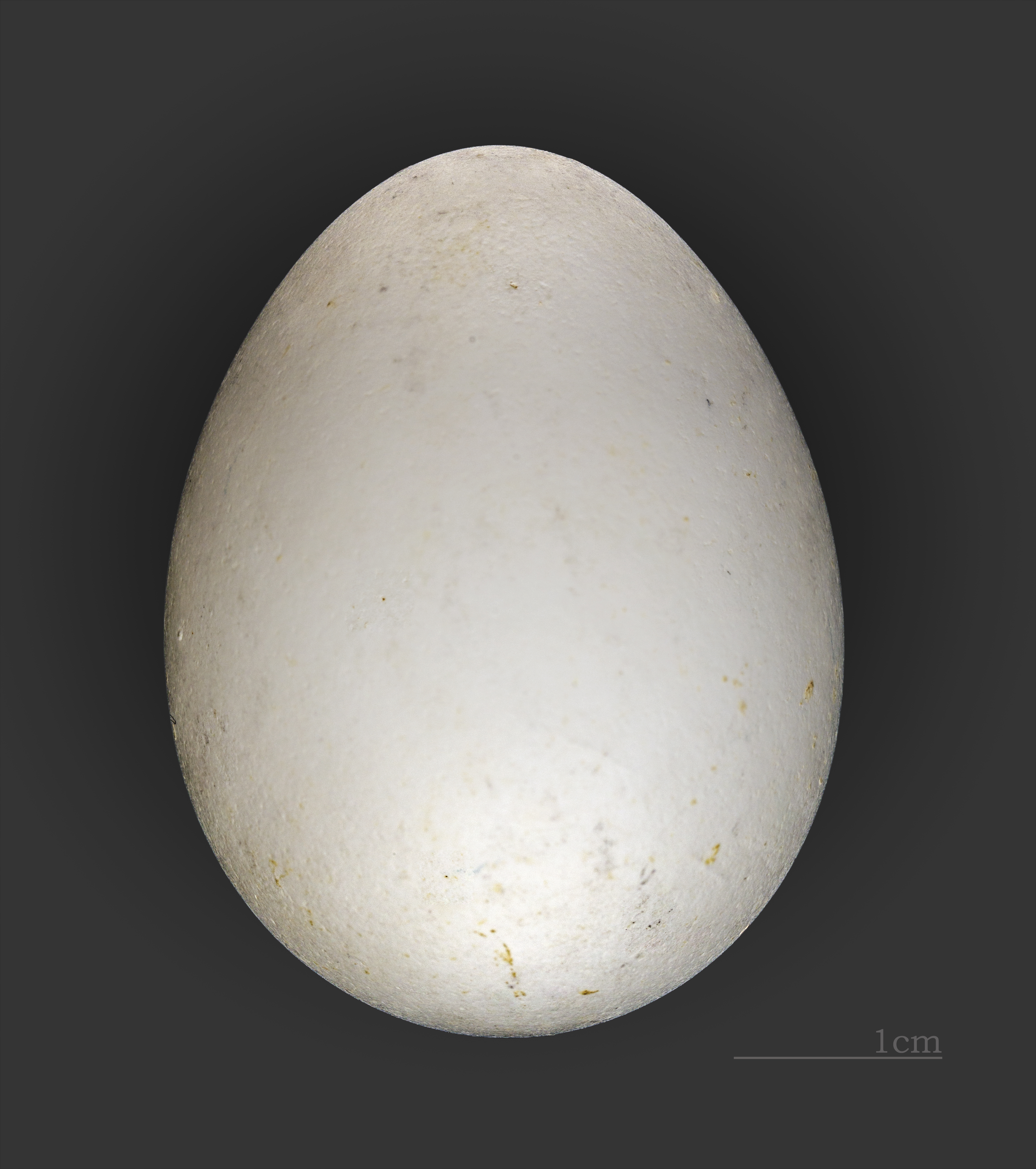
Jajo z kolekcji muzealnej

### Lęgi
Ten średniej wielkości rurkonosy gniazduje na klifach, pod skałami, w szczelinach i norach. Dorosłe osobniki powracają na swe lęgowiska w kwietniu i pod jego koniec. Rocznie samica składa jedno jajo, którym opiekuje się razem z samcem. Są składane w maju i czerwcu, pisklęta wykluwają się w lipcu (po 42-46 dniach inkubacji). Są karmione przez oboje rodziców. Opierzają się we wrześniu. Bardzo ważnym miejscem lęgów europejskich populacji są Wyspy Kanaryjskie, choć mało informacji na temat lęgów tajfunnika cienkodziobego pochodzi z tych wysp. Najprawdopodobniej występuje na wszystkich wyspach i tam odbywa lęgi. Na Gran Canarii znaleziono małego pisklaka w 2005 roku. Prawdopodobnie największa kolonia na tej wyspie znajdowała się w pobliżu plaży Mogán w gminie o tej samej nazwie jeszcze w XX wieku, lecz została ona wytępiona przez koty domowe. Na szczęście, na tej wyspie kanaryjskiej znajdywane są co roku dorosłe osobniki, blisko obszarów miejskich. Powodem takich obserwacji mogą być tzw. zanieczyszczenia świetlne, które utrudniają polowania zwierzętom nocnym.
Opisywany gatunek gniazduje na terenach bogatych w rośliny, takie jak: lobularia nadmorska (Lobularia maritima), manneczka indyjska (Eleusine indica), Cicer canariense (endemit Wysp Kanaryjskich) oraz pieprzyca wirginijska (Lepidium virginicum; gatunek inwazyjny występujący na wielu siedliskach np. na obszarach ruderalnych).

## Status
Międzynarodowa Unia Ochrony Przyrody (IUCN) uznaje tajfunnika cienkodziobego za gatunek najmniejszej troski (LC – Least Concern). W 2004 roku liczebność światowej populacji oszacowano na około 500 000 – 1 000 000 osobników. Trend liczebności uznawany jest przez BirdLife International za stabilny, ze względu na brak istotnych zagrożeń oraz bardzo duży zasięg występowania. Głównymi przeciwnikami tajfunników cienkodziobych są koty domowe (Felis catus/domestica?) oraz szczury śniade (Rattus rattus). Koty chętnie atakują te ptaki na klifach na Azorach, podobnie jak szczury. Dodatkowo, jaszczurka z gatunku Teira dugesii także chętnie pożywia się jajami tych ptaków, jednak gady te nie wpływają zbytnio na populację tego tajfunnika. Na wyspie Desertas ludzie eksploatują gniazda tajfunnika cienkodziobego w celu zdobycia pokarmu. Wycieki ropy ze statków również znacząco wpływają na populacje europejskich osobników.